# Mileni, Mehedinți
Mileni este o localitate în județul Mehedinți, Oltenia , România.

## Etimologie
Mileni provine din cuvântul „milă”. Satul a ars în întregime la mijlocul sec. al XIX-lea, iar locuitorii au plecat prin satele din jur, reconstruindu-l „din milă”. Din „milă”+sufixul „-an”, „-ean”.

## Așezare geografică
Sat în zona de dune și bălți (balta Jivița, din care izvorăște Jivița, afluent al Blahniței, balta Mare, balta lui Pau, balta cu Șomoioage etc.) din apropiere de Bistrețu și Burila Mică.
Căi de acces: 3 Km de comuna Devesel, pe D.N. 568 până la punctul numit "La Conac", apoi pe D.J. 562 încă 4 Km.
Vecinii:
- N - satul Bistrețu (1 Km);
- E - comuna Jiana (5 Km);
- S - satul Burila Mică (3 Km)/ com. Gogoșu (8 Km);
- V - comuna Burila Mare (3 Km);

## Istoric și populație
Atestat în 1780 sub denumirea de Strinii-Devesel. În 1819 a fost catagrafiat ca sat pe moșia Mănăstirii Crasna, cu 45 de familii plătitoare de bir. În 1864 avea 82 de familii. Între 1864–mai 1868 a aparținut comunei Burila Mică sub denumirea de Mileni. După 1989 și-a pierdut identitatea oficială prin înglobare în satul Bistrețu. Populația: 584 locuitori în 1945.
După 2009 a revenit la numele de Mileni, recăpătându-și identitatea.